# Brooklyn (Schiff, 1896)
Die USS Brooklyn (CA-3) war ein Panzerkreuzer der United States Navy. Das Schiff wurde nach dem New Yorker Stadtteil Brooklyn benannt und war das zweite Schiff in der amerikanischen Marine, welches auf diesen Namen getauft wurde. Der Kreuzer, dessen Bau am 19. Juli 1892 bewilligt worden war, wurde am 2. August 1893 auf der Werft der William Cramp & Sons Shipbuilding Company in Philadelphia (US-Bundesstaat Pennsylvania) auf Kiel gelegt und lief am 2. Oktober 1895 von Stapel. Die USS Brooklyn war ein Einzelschiff und zugleich der zweite Panzerkreuzer überhaupt, welchen die United States Navy in Bau gab. Die Indienststellung erfolgte am 1. Dezember 1896.

## Technik und Bewaffnung
Die Brooklyn maß vom Bug bis achtern 122,71 m und war 19,71 m breit. Das Schiff wurde von zwölf kohlebefeuerten Belleville-Wasserrohrkesseln (ab 1909 befanden sich nur noch sieben Kessel an Bord) und vier vertikal eingebauten Dreifach-Expansionsmaschinen angetrieben, die zwei Schraubenwellen ansteuerten. Diese Konfiguration erlaubte zwar eine hohe Geschwindigkeit, doch brachte die Ansteuerung von je einer Schraubenwelle durch zwei Maschinen auch eine gewisse Komplexität mit sich, da beide Maschinen genau aufeinander abgestimmt werden mussten. Dieser Sachverhalt verursachte später Probleme bei einer hastigen oder unzureichenden Abstimmung der Maschinen. So büßte die Brooklyn während der Seeschlacht vor Santiago de Cuba einen Teil ihrer Geschwindigkeit ein, weil es im Eifer des Gefechtes nicht gelang, die beiden vordersten Dreifachexpansionsmaschinen richtig einzukuppeln. Infolgedessen erreichte das Schiff in dieser Schlacht nur eine Höchstfahrt von etwa 17 kn.
Gewöhnlich hatte das Schiff einen Vorrat an Kohlen von 900 Tonnen an Bord (obgleich die Bunkerkapazitäten bis zu 1.461 Tonnen erlaubt hätten). Die Maschinenanlage übertraf die ursprünglich geplante Leistung (16.000 PSi) um rund 17 Prozent und erbrachte letztlich 18.769 PSi. Während der ersten Geschwindigkeitstests am 27. August 1896 nahe Cape Ann (US-Bundesstaat Massachusetts) erreichte der Kreuzer denn auch eine Höchstgeschwindigkeit von 21,91 kn (41 km/h), womit das Schiff die von der Werft geplante Höchstgeschwindigkeit von 20 kn übertraf. Die Brooklyn war damit einer der schnellsten Panzerkreuzer jener Zeit.

Die Hauptartillerie bestand aus acht 203-mm-Geschützen L/35 Mark 3. Diese Geschütze waren in vier Zwillingstürmen Mark 8 installiert, wobei je ein Turm vor und achtern der Aufbauten stand und jeweils ein Turm auf der Steuerbord- und der Backbord-Seite (etwa auf Höhe zwischen dem mittleren und dem hintersten Schornstein) untergebracht war. Bei einer Breitseite konnten somit sechs Geschütze eingesetzt werden. Um den auf den Seiten stehenden Geschützen einen guten Schussbereich nach vorne und nach achtern zu ermöglichen, wurden die Schiffsseiten ferner stark nach innen geneigt gebaut (Tumblehome-Design). Die 203-mm-Geschütze besaßen eine maximale Reichweite von rund 14,6 km (obgleich zu jener Zeit selten über Distanzen von mehr als 6 bis 7 km geschossen wurde) und verfeuerten eine 118 Kilogramm schwere panzerbrechende Granate. Eine Besonderheit war zudem, dass zu Testzwecken zwei Geschütztürme elektrisch und zwei mit Dampfdruck angetrieben wurden. Bei Tests im März 1896 erwies sich der elektrische Antrieb als weitaus zuverlässiger und wurde infolgedessen später übernommen. 

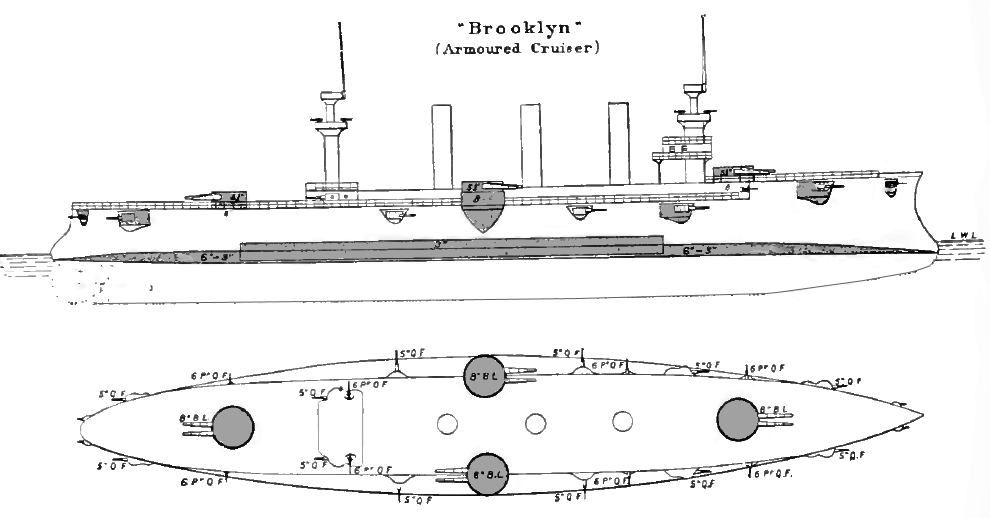
Seitenriss der Brooklyn

Die Mittelartillerie setzte sich aus zwölf 127-mm-Geschützen L/40 Mark 3 in Einzelkasematten (je sechs auf beiden Schiffsseiten) und zwölf leichteren 57-mm-Hotchkiss-Kanonen (6-Pfünder) in Einzelaufstellung zusammen. Zudem befanden sich vier 37-mm-Maxim-Nordenfeldt-Maschinenkanonen (1-Pfünder L/42,5 Mark 6) an Bord. Diese Geschütze verfeuerten etwa 25 Schuss pro Minute und hatten eine Reichweite von rund 4.100 m. Ferner war das Schiff noch mit vier starr und oberhalb der Wasserlinie eingebauten 457-mm-Torpedorohren des Typs Whitehead bewaffnet, wobei je zwei Rohre nach Steuerbord und nach Backbord feuern konnten. Daneben befanden sich (eingelagert unter Deck) noch vier Gatling-Kanonen und zwei 76-mm-Feldgeschütze an Bord, die bei Landeinsätzen eingesetzt werden sollten.
Im Vergleich zu anderen Panzerkreuzern jener Zeit war die Brooklyn hingegen verhältnismäßig leicht gepanzert. Dies war ein Zugeständnis an die im Gegenzug relativ hohe Geschwindigkeit und die vergleichsweise starke Bewaffnung. So betrug die Stärke des Seitenpanzers nur 76 mm (zum Vergleich: die maximale Dicke der Seitenpanzerungen von in Europa in jener Zeit gebauten Panzerkreuzern lagen zumeist zwischen 152 mm, etwa bei dem russischen Kreuzer Gromoboi, und rund 200 mm, wie beim deutschen Panzerkreuzer Fürst Bismarck).

## Einsatzzeit
Nach der Indienststellung im Dezember 1896 führte den Kreuzer die erste große repräsentative Auslandsreise nach dem Vereinigten Königreich, wo 1897 Königin Victoria ihr sechzigstes Thronjubiläum feierte. Im Anschluss kehrte das Schiff nach den USA zurück und führte Manöver- und Patrouillenmissionen in der Karibik und vor der US-Ostküste durch.

### Spanisch-amerikanischer Krieg 1898
Nach dem sogenannten Maine-Zwischenfall im Hafen von Havanna im Februar 1898, der eine massive Verschlechterung der amerikanisch-spanischen Beziehungen verursachte, verlegte die Brooklyn im März 1898 zur neu aufgestellten sogenannten Flying Squadron der US-Marine nach Westindien und wurde dort Flaggschiff dieses neu aufgestellten Verbandes. Das Geschwader setzte sich aus der Brooklyn, den beiden Linienschiffen Massachusetts und Texas sowie den beiden Geschützten Kreuzern Columbia und Minneapolis zusammen und stand unter dem Oberbefehl von Kommodore Winfield Scott Schley (an Bord der Brooklyn).

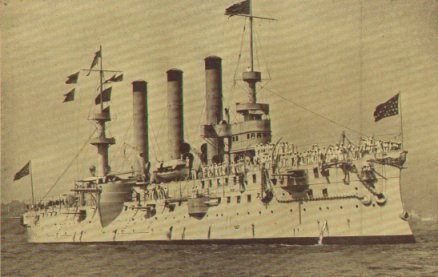
Die Brooklyn im Jahr 1898

Nach dem Ende April erfolgten Ausbruch des spanisch-amerikanischen Krieges verließ Kommodore Schley mit der Brooklyn und den vier anderen Schiffen seines Geschwaders sowie einem Kohlenschiff Mitte Mai Hampton Roads und begann ab dem 29. Mai 1898 mit einer Blockade des Hafens von Santiago de Cuba. Dabei beschoss der US-Verband am 31. Mai erstmals auf größere Distanz die Hafenanlagen und den im Hafen liegenden spanischen Panzerkreuzer Cristóbal Colón. Die auf eine Entfernung von über 6.000 Meter abgefeuerten Granaten richteten aber nur geringen Schaden an. Im Hafen von Santiago de Cuba lagen zu diesem Zeitpunkt, neben der Cristóbal Colón, die spanischen Panzerkreuzer Vizcaya, Infanta Maria Teresa und Almirante Oquendo sowie zwei Torpedoboote. Der spanische Verband stand unter dem Befehl von Admiral Pascual Cervera. Das auf dem Papier durchaus kampfstarke spanische Karibik-Geschwader litt allerdings unter der schlechten Qualität seiner Kohlen (was die Geschwindigkeit herabsetzte) und unter einer allgemein mangelhaften Wartung. So waren zahlreiche Geschützverschlüsse an Bord der Schiffe defekt.
Ebenfalls am 31. Mai übernahm Konteradmiral William Thomas Sampson, der mit dem Panzerkreuzer USS New York und zwei weiteren Linienschiffen vor Santiago de Cuba eintraf, den Oberbefehl über das nun vereinigte US-Geschwader.

#### Die Seeschlacht vor Santiago de Cuba
Am Morgen des 3. Juli 1898 brach die spanische Flotte aus dem Hafen von Santiago de Cuba aus und versuchte auf westlichem Kurs, entlang der Küste, dem überlegenen US-Geschwader zu entkommen. Unmittelbar vor Gefechtsbeginn ließ Kommodore Schley die Brooklyn eine Wende nach Steuerbord ausführen, um das Flaggschiff näher an den Gegner heranzuführen. Dieses unabgesprochene Manöver führte jedoch, in Unkenntnis des Kurses des restlichen Geschwaders, beinahe zu einer Kollision mit dem Linienschiff Texas, das dem Zusammenstoß nur durch eine abrupte Abbremsung ausweichen konnte. Infolgedessen fiel das Linienschiff hinter dem Verband zurück und konnte zunächst nicht mehr ins beginnenden Gefecht eingreifen. Schley sah sich später, trotz des amerikanischen Erfolges in der Schlacht, wegen dieses Manövers scharfer Kritik ausgesetzt. Durch einen Kupplungsfehler gelang es der Besatzung der Brooklyn zudem nicht, volle Fahrt ins Schiff zu bringen, da die beiden vordersten Dreifachexpansionsmaschinen nicht auf die Schraubenwelle und die hinteren Maschinen abgestimmt werden konnten. Dies reduzierte die Höchstgeschwindigkeit des Schiffes in der Anfangsphase des Gefechtes auf etwa 17 kn. Allerdings war der Panzerkreuzer damit immer noch schneller als die meisten spanischen Schiffe.

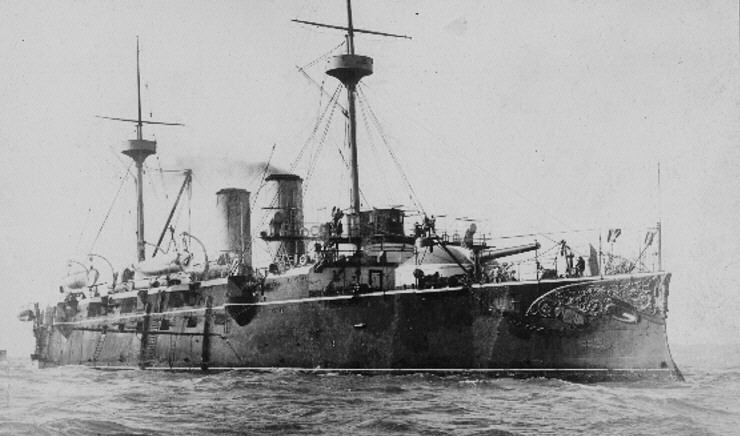
Spanischer Panzerkreuzer Vizcaya

Im Verlauf der Schlacht wurden fast alle spanischen Schiffe schwer getroffen und mussten sich an der Küste auf Grund setzen. Dabei fochten die Brooklyn und der spanische Panzerkreuzer Vizcaya (unter dem Kommando von Capitán de Navío Don Antonio Eulate) auf eine Distanz von nur etwa 800 bis 1.100 Metern ein erbittertes Artillerieduell untereinander aus. Während das spanische Schiff rund 20 Treffer erhielt, wurde die Brooklyn nur von vier 140-mm-Granaten (davon zwei Blindgänger) und einigen leichteren Geschossen getroffen, die unter anderem den vorderen Gefechtsmast zerstörten und ein 127-mm-Geschütz auf der Steuerbordseite außer Gefecht setzten. Dabei gab es einen Toten und zwei Verwundete. Viele der spanischen Granaten erwiesen sich als Blindgänger und rissen nur kleinere Löcher in die Aufbauten oder zerplatzten wegen der schlechten Qualität der Geschosse auf dem Panzerschutz, weswegen das US-Schiff weitgehend gefechtsbereit blieb und keine Schäden an vitalen Teilen erlitt. Im Gegenzug erzielte die Brooklyn jedoch gegen 11:00 Uhr zwei schwere 203-mm-Treffer auf der Vizcaya, die eine heftige Folgeexplosion im Bug auslösten (weil ein geladenes Torpedorohr getroffen worden war). Das spanische Schiff strich daraufhin die Flagge gegen 11:06 Uhr und setzte sich etwa 18 Seemeilen westlich von Santiago de Cuba brennend am Ufer auf Grund.
Die Masse des spanischen Geschwaders wurde so in den ersten zwei Stunden der Schlacht vernichtet. Alleine der schnelle Panzerkreuzer Cristóbal Colón konnte sich zunächst vom Gegner absetzen und einen Vorsprung herausfahren. Die schnellsten US-Schiffe, darunter die (unter Maschinenproblemen leidende) Brooklyn, der Panzerkreuzer New York und das Linienschiff Oregon, nahmen die Verfolgung auf und erzielten im Verlauf von zwei Stunden mindestens sechs Treffer (darunter einen durch eine 203-mm-Granate) auf der Cristóbal Colón. Nach einer etwa 50 Seemeilen langen Jagd musste sich das brennende Schiff schließlich an der Küste auf Grund setzen und wurde von der Crew verlassen. Die Seeschlacht vor Santiago de Cuba fand damit ihr Ende. Insgesamt hatte die Brooklyn während des rund vier Stunden dauernden Kampfes etwa 20 Treffer erhalten, zumeist von leichteren oder mittleren Geschützen. An Bord hatte es einen Toten (der einzige amerikanische Gefallene in dieser Schlacht) und zwei Verwundete gegeben.
Im Anschluss verblieb das Schiff vor der kubanischen Küste und beschoss am 10. Juli erneut den Hafen von Santiago de Cuba. Die auch von der Landseite her belagerte spanische Garnison kapitulierte schließlich am 17. Juli 1898. Nach Ende des spanisch-amerikanischen Krieges im August 1898 verlegte der Panzerkreuzer nach New York, wo auch die leichteren Gefechtsschäden behoben wurden.

### Einsatzzeit von 1899 bis 1908
Nach der Teilnahme an den Feierlichkeiten anlässlich des amerikanischen Sieges im spanisch-amerikanischen Krieg in New York am 5. Oktober 1898 verlegte die Brooklyn 1899 durch den Sueskanal nach den Philippinen und wurde dort ab Dezember das Flaggschiff des amerikanischen Asien-Geschwaders. Hierbei nahm das Schiff im Sommer und Herbst 1900 an der Intervention der sogenannten vereinigten acht Staaten in China anlässlich der Boxerunruhen teil. Im Anschluss folgten Besuche des Kreuzers in Neuseeland und Australien. Ab März 1902 wurde die Brooklyn dann wieder in die Vereinigten Staaten zurückbeordert.
Zwischen 1902 und 1907 folgten mehrere Fahrten, die meistens Manöver- und Repräsentationszwecke hatten, in die Karibik, ins Mittelmeer und nach Europa. Dabei war die Brooklyn auch Teil des anlässlich des Perdicaris-Zwischenfalls ausgesandten Marinegeschwaders und transportierte im Juni 1905 die sterblichen Überreste des 1792 in Paris verstorbenen amerikanischen Seehelden und Unabhängigkeitskämpfers John Paul Jones von Frankreich nach den USA, wo sie in der United States Naval Academy beigesetzt wurden. Nach einer dreimonatigen Liegezeit als Ausstellungsschiff bei der Weltausstellung in Jamestown (Jamestown Exposition), wobei auch die 300-Jahr-Feier anlässlich der Gründung der Stadt (als erste englische Siedlung in der Neuen Welt) begangen wurde, wurde die Brooklyn im Dezember 1907 in die Reserve versetzt. Ein halbes Jahr darauf wurde das Schiff am 23. Juni 1908 vorübergehend ganz außer Dienst gestellt.

### Einsatzzeit von 1908 bis 1921

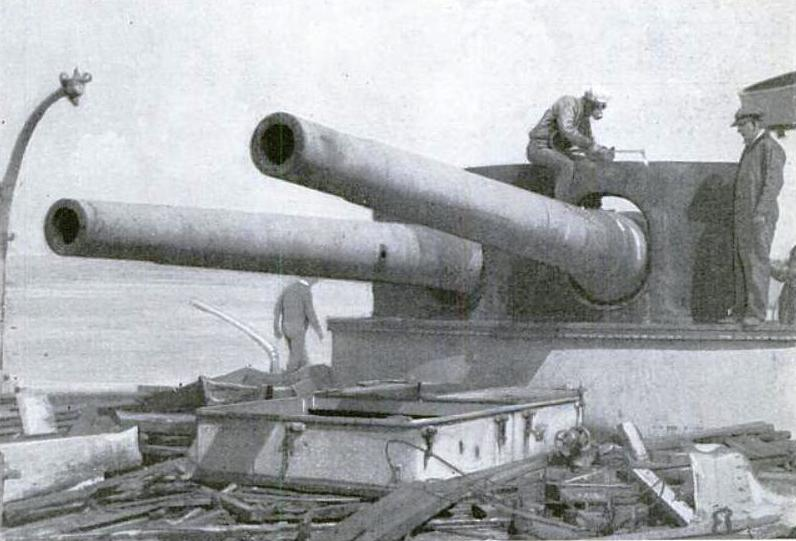
Verschrottung der Brooklyn (1922)

Zwischen 1908 und 1914 befand sich die Brooklyn in Philadelphia und diente als Reserve und Lager. Dabei wurden 1909 auch fünf der Kessel ausgebaut. Erst 1914 wurde das Schiff wieder in Fahrt genommen und nach Boston verlegt, wo der Kreuzer zunächst (ab dem 2. Mai 1914) als Reserve der US-Atlantikflotte diente. Am 9. Mai 1915 wurde die Brooklyn, unter dem Befehl von Kommodore Dudley W. Knox, wieder in Dienst gestellt und fuhr im Rahmen der Neutralitätspatrouillen Sicherungseinsätze vor der US-Ostküste. Ende 1915 verlegte das Schiff nach Asien und verblieb dort bis September 1919, wobei unter anderem russische, japanische und chinesische Häfen angelaufen wurden. Hierbei ereignete sich am 9. Dezember 1918 eine Kohlenstaubexplosion in einem Kohlenbunker, wobei zehn Angehörige des Maschinenpersonals und Kohlenschaufler getötet wurden. Nach einer kurzen Dienstzeit als Führungsschiff des Befehlshabers der Zerstörerkräfte der US-Pazifikflotte 1920/21 wurde die Brooklyn am 9. März 1921 auf der Mare Island Naval Shipyard in Kalifornien endgültig außer Dienst gestellt. Im Dezember 1921 zum Abbruch verkauft, wurde die Brooklyn ab 1922 verschrottet.